# 하드 록

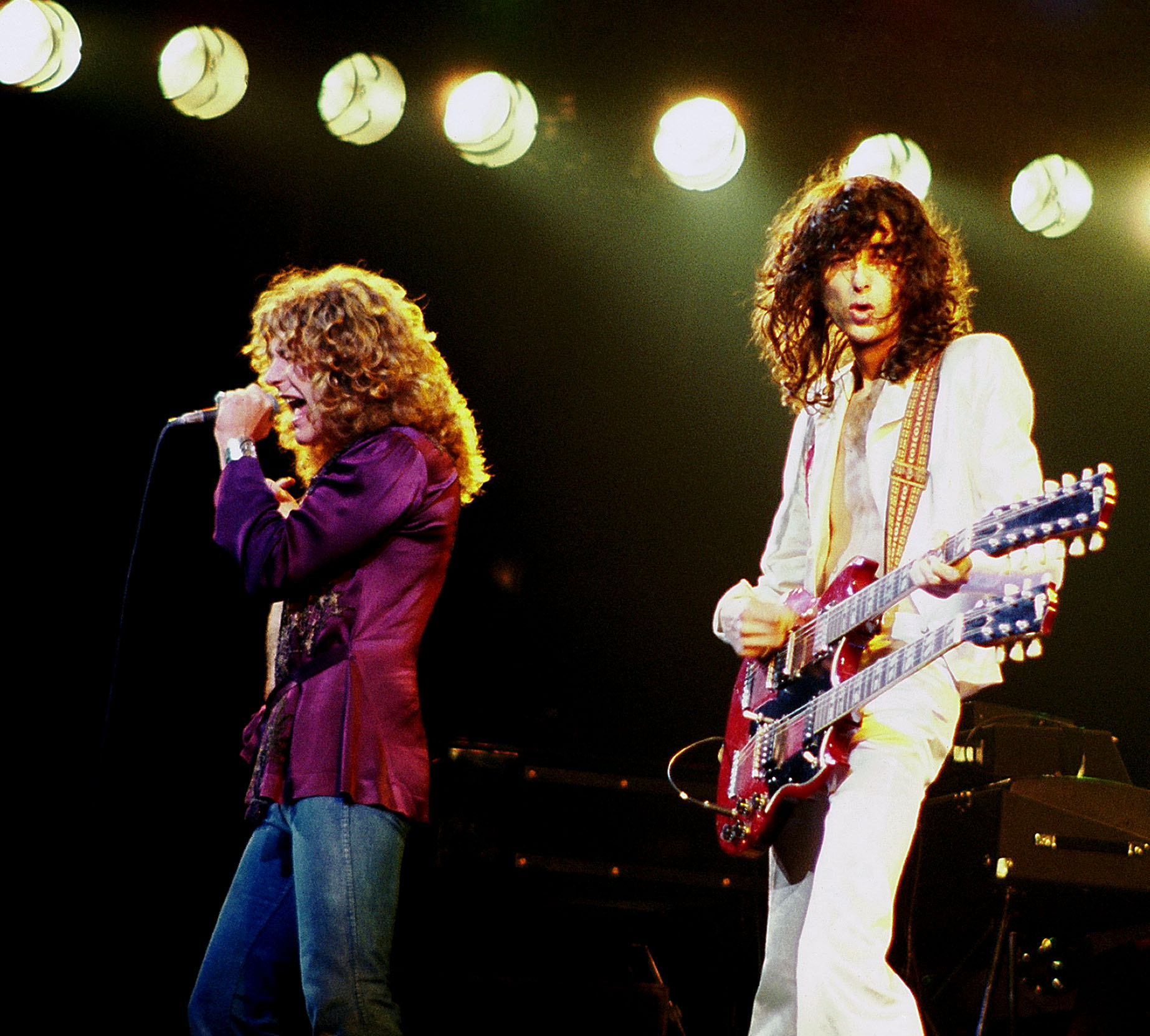

하드 록(영어: hard rock)은 로큰롤보다 그 주제가 무겁고 음악적 다이내믹은 강하고 직설적인 음악으로서 로큰롤에서 진보된 형태이다. 하드 록이 탄생하는 데 결정적인 역할을 한 곡은 엘비스 프레슬리가 1956년에 발표한 로커빌리 스타일의 'Hound Dog'이었다. 그 후 점차 강한 록 음악이 성장하게 되어 'Summertime Blues'로 유명했던 에디 코크런, 리틀 리처드 등도 하드 록의 형성에 큰 역할을 했다.
1960년대 후반부터 70년대 초반에 황금기를 맞은 하드 록은 이름 그대로 일반적 록 뮤직보다 한층 변이된 사운드의 음악을 지칭한다. 전기 기타의 매우 거칠게 긁어대는듯한 광폭한 사운드와 드럼 세트를 때려 부술 듯한 드럼 연주, 미쳐 울부짖는 보컬을 거대한 음량으로 증폭시켜 한꺼번에 많은 이들에게 들려 주는 것이 특징이었다. 하드 록은 그 파괴적이고 폭발적인 사운드가 스트레스 가득하여 불만에 시달리는 젊은이들에게 크게 어필하여 크림, 제퍼슨 에어프레인, 마운틴, 레드 제플린, 딥 퍼플 등의 스타 그룹을 탄생시켰다.

## 특징
하드 록은 로큰롤적 리듬으로 블루스로부터 가장 많은 영향을 받은 음악이다. 하드 록은 메이저 스케일의 7음계 중 5개 음정만(4도,7도 제외)을 가장 많이 사용하는데 이 음계는 전형적인 블루스 음계이다. 옛 블루스의 요소들을 받아들인 로큰롤과는 달리 하드 록은 "영국적" 블루스의 성질을 차용한다. 이 형식의 블루스는 전기 기타, 드럼, 전자 키보드, 베이스 기타와 같은 현대적인 악기를 더 많이 사용한다. 하드 록은 12나 16마디 블루스에 자주 쓰이는 I, IV, V 화음에 묶여있지 않고 전통적인 블루스 양식에서 변화를 시도했다. 그러나 단조 음계의 음색을 갖는 장화음 등의 다른 화음들은 받아들였다.

## 역사

### 초기 (1960년대)
하드 록은 블루스에서 가장 많은 영향을 받았다. 특히, 1960년대 영국적 블루스를 만들어낸 블루스와 로큰롤이 교차할 때 영향을 많이 받았다. 롤링 스톤즈, 비틀즈, 야드버즈, 더 후, 킹크스 등의 영국 락 밴드들은 락앤롤을 변화시키고 기존의 장르에 강한 사운드와 무거운 기타 리프, 과장된 드럼소리와 성량이 큰 보컬을 더했다. 이런 사운드는 하드 록의 기본이 되었다. 비틀즈의 《Helter Skelter》, 더 후의 《I Can See for Miles》,크림의 《Crossroads》, 킹크스의 《You Really Got Me》는 하드 록의 초기 형식을 대표하는 곡들이다.
같은 시기에 지미 헨드릭스는 블루스에 재즈, 로큰롤의 요소를 더한 사이키델릭 록을 시도했다. 그는 페이징, 피드백, 디스토션과 같은 새로운 기타 이펙트를 실험한 최초의 기타리스트 중 하나였다.
1960년대 말, 블루스 록과 초기 영국 록 밴드들의 음악을 섞은 블랙 사바스, 레드 제플린같은 밴드들이 하드 록을 탄생시켰다. 1969년에 발매된 레드 제플린의 기념비적인 첫 앨범은 하드 록의 시작을 나타내는 블루스 록을 싣고 있다. 이들의 앨범은 블루스의 영향이 선명히 드러난다. 유명한 블루스 음악가들의 노래를 개작하거나 커버한 노래도 조금 실렸다.
후에 딥 퍼플이 앨범 Shades of Deep Purple(1968), The Book of Taliesyn (1968), 그리고 Deep Purple을 내면서 하드 록 씬에 등장했다. 딥 퍼플은 레드 제플린과 블랙 사바스와 함께 최초의 하드 록 밴드로 불린다.

### 첫 번째 시기 (1970년대)
1970년대에 들어서 하드 록은 그 나름의 독자성을 획득하게 되었다. 레드 제플린의 세 번째 앨범, Led Zeppelin III 은 그들의 두 번째 앨범보다 더 프로그레시브 록적인 면모를 보였으나 그들 음악의 헤비한 면모는 그대로 유지되었다. 1970년, 블랙 사바스는 최초의 헤비 메탈 앨범으로 불리는 Black Sabbath를 발매한다. 블랙 사바스의 음악은 하드 록 중에서도 이례적인 것이었다. 이들의 음악은 그 당시의 하드 록을 초기 헤비 메탈로 변화시켜 어두운 가사와 강한 리프, 무거운 분위기를 지니고 있었다.
딥 퍼플은 앨범 Machine Head에서 계속된 하드 록의 변화를 보였다. 이 앨범은 Black Sabbath와 함께 최초의 초기 메탈 앨범으로 꼽힌다. Machine Head에 수록된 노래 "Highway Star"는 최초의 스피드 메탈 노래로 여겨진다. 딥 퍼플의 음악은 블랙 사바스의 고딕적 요소와 어두움은 가지고 있지 않았다. 이 때문에 딥 퍼플은 대개 헤비 메탈보다 하드 록에 가깝다고 간주한다.
1970년대에 하드 록은 여러 하위 장르로 변화했다. 1972년, 앨리스 쿠퍼는 최초의 쇼크 록 앨범 School's Out을 만들었다. 다음 해에 에어로스미스와 퀸, 레너드 스키너드는 하드 록의 지평을 넓히는 기념비적인 데뷔 앨범을 발매한다. 레너드 스키너드의 싱글 "Free Bird"로 전국적인 관심을 끌었다. 이 노래는 레너드 스키너드를 대표하는 노래가 되었다.
에어로 스미스의 데뷔 앨범 Aerosmith의 수록곡 "Dream On"은 그들 최초로 큰 히트를 기록했다.
1974년, 배드 컴퍼니가 하드 록에 또다른 중요한 영향을 미치는 데뷔 앨범을 발매했다. 또한 1974년에 퀸은 그들의 세 번째 앨범 Sheer Heart Attack을 발매했다. 이 앨범의 여덟 번째 트랙 Stone Cold Crazy는 스피드 메탈과 스래시 메탈의 최초의 예가 되었다. 이 노래는 후에 메탈리카와 메가데스 등의 음악가들에게 영향을 주었다. 퀸은 층을 이룬 보컬과 기타를 사용했고 하드 록에 아레나 록, 글램 록, 헤비 메탈, 프로그레시브 록, 심지어는 오페라까지 섞었다. 그밖에 KISS는 쇼크 록 컨셉을 더 밀고 나가 세 앨범 KISS, Hotter Than Hell, Dressed To Kill을 1년이 조금 넘는 시간 동안에 걸쳐 발매했다. 그들은 라이브 메탈 앨범의 초기 모델이 되는 더블 라이브 앨범 Alive!로 상업적인 성공을 거두었다.
1976년에 토미 볼린이 사망하면서 딥 퍼플은 해산했다. 1977년 항공 사고로 리드 싱어 Ronnie Van Zant와 기타리스트 Steve Gaines가 사망하여 레너드 스키너드도 해산하였다. 1년 후 더 후의 드러머 키스 문이 클로메티아졸의 과용으로인해 32살의 나이로 잠자는 도중 사망했다. 미국의 디스코 음악과 영국의 펑크 록의 열풍이 시작되면서 하드 록은 경쟁에 맞부딪치게 되었다. 디스코는 다양한 집단의 사람들의 마음을 움직였고 펑크는 록 음악이 한때 지녔던 반항적인 역할을 가져가버린 것처럼 보였다.
한편 영국 헤비 메탈 밴드 주다스 프리스트는 레너드 스키너드의 삼중 기타 믹스로 유명해진 다중 리듬 기술을 받아들였다. 주다스 프리스트는 두 기타리스트가 리드미컬한 리프를 연주하는 이중 리듬을 소개하였다. 주다스 프리스트는 하드 록과 파워 메탈 음악에 중요한 영향을 끼쳤다. 주다스 프리스트와 레인보우는 파워 메탈의 기초를 만들었다. 한편 블랙 사바스는 주다스 프리스트와 레인보우의 헤비 메탈 노선을 따라 Technical Ecstasy를 내면서 그들 초기 음악의 어두움을 지워버렸다.
하드 록 씬에서 또다른 중요 그룹인 반 할렌은 1978년에 등장했다. 반 할렌의 음악은 키스, 에어로스미스, 퀸과는 다르게 기타리스트 에디 반 할렌의 기타 기술에 주로 근거하고 있었다. 앨범 Van Halen에 실린 노래 "Eruption"은 반 할렌의 기술적인 면모를 보여주며 큰 영향력을 떨쳤다.
1979년, 고전적인 하드 록 음악과 떠오르는 헤비 메탈 음악의 차이는 오스트레일리아 밴드 AC/DC가 두 번째로 중대한 앨범 Highway to Hell.을 들고 나타났을 때 극명해졌다. AC/DC의 음악은 주로 리듬앤블루스와 1970년대 초의 하드 록 음악에 기초하고 있었고 그들 스스로 "헤비 메탈"이라는 딱지를 거부했다. 대조적으로 영국 밴드 모터헤드는 앨범《Overkill》을 내면서 스래시 메탈의 틀을 마련했다.

### 두 번째 시기 (1980년대)
1980년대 들어 하드록은 LA 메탈을 중심으로 발전하기 시작한다. 이전 록 음악들이 남성적인 느낌이 났다면, 80년대의 록은 좀 더 섹스 어필이 강하고 대중성을 추구하기 시작한다. motley crue, 본 조비, 건스 앤 로지스 등의 그룹들이 있었다.